# خودتراش برقی

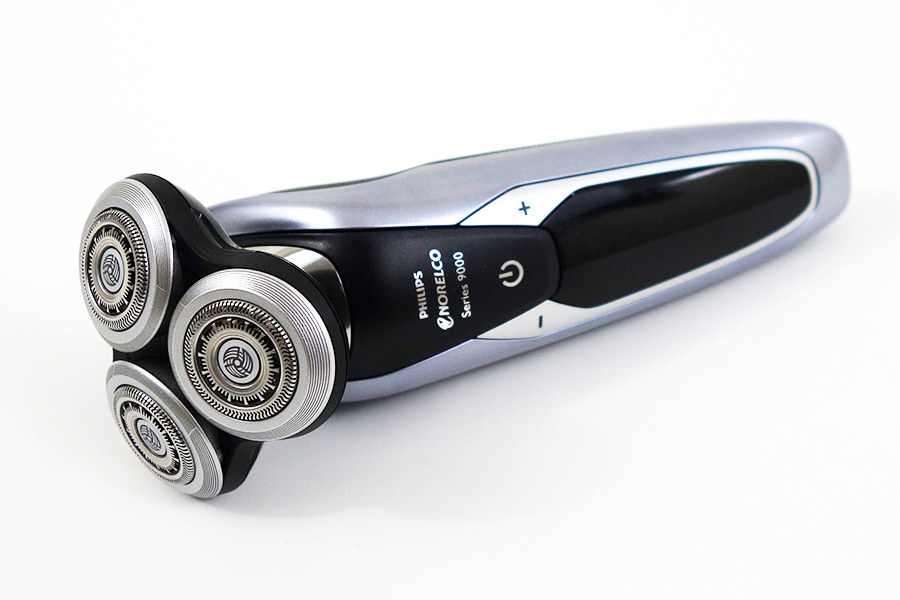
Philips Norelco 9700 خودتراش الکتریکی سبک چرخنده(۳۰۹۷۳۸۱۷۲۸۰)

خودتراش برقی، خودتراش الکتریکی یا تیغ الکتریکی دستگاهی است که می‌تواند تیغهٔ چرخشی یا نوسانی داشته باشد. در به‌کارگیری خودتراش برقی معمولاً نیازی به استفاده از کرم اصلاح، صابون یا آب نیست. این ماشین ممکن است توسط یک موتور کوچک DC، که برحسب طراحی، توسط باتری یا برق شهر تأمین نیرو شده، به کار افتد. بسیاری از دستگاه‌های مدرن‌تر با استفاده از باتری‌های قابل شارژ کار می‌کنند. راه دیگر، استفاده از یک نوسان الکترومکانیکی است که توسط یک سیم‌لوله (solenoid)؛ که با اتصال به برق متناوب (AC) فعال می‌شود، می‌تواند مورد استفاده قرار گیرد. بعضی از ریش‌تراش‌های بسیار اولیهٔ مکانیکی هیچ موتور یا قطعهٔ الکتریکی نداشتند و بایستی با دست راه‌اندازی شوند، مثلاً با کشیدن یک طناب برای راه‌اندازی یک چرخ لنگر که در مکانیزم داخلی آن به کار گرفته شده بود.
خودتراش‌های الکتریکی به دو دستهٔ اصلی تقسیم می‌شوند: نوع فویلی یا سبک چرخنده. کاربران هر یک برابر میل خود یکی یا دیگری را ترجیح می‌دهند. بیشتر خودتراش‌های روتاری بدون سیم هستند و با کمک یک شارژر شارژ می‌شوند، یا در یک واحد تمیز کردن و شارژ قرار می‌گیرند.
تاریخ ریش تراش:
۱۶ مارس ۱۹۳۱ جاکوب شیک مخترع آمریکایی از ماشین ریش تراش برقی رونمایی کرد.
او یک سرهنگ بازنشسته ارتش آمریکا بود و به‌زودی با تاسیس یک شرکت تخصصی توانست این وسیله را به نام خود ثبت کند و نام خود را به‌عنوان پدر صنعت ریش‌تراشی تثبیت کرد. استفاده از اشکال نخستین ریش‌تراش‌ها بسیار دشوار بود. به علاوه کارکرد چندان مطلوبی نیز نداشت اما به مرور مدل‌های ساده‌تری به این منظور اختراع شد و به تولید انبوه رسید. افزایش تعداد تیغ‌ها و تغییر در شکل طراحی آن به تدریج موجب کارآمدتر شدن این وسیله شد.